# Lauske (Weißenberg)
Lauske, sorbisch Łuskⓘ, ist ein Ortsteil der Stadt Weißenberg im sächsischen Landkreis Bautzen. Es zählt zum offiziellen sorbischen Siedlungsgebiet in der Oberlausitz.

## Geographie

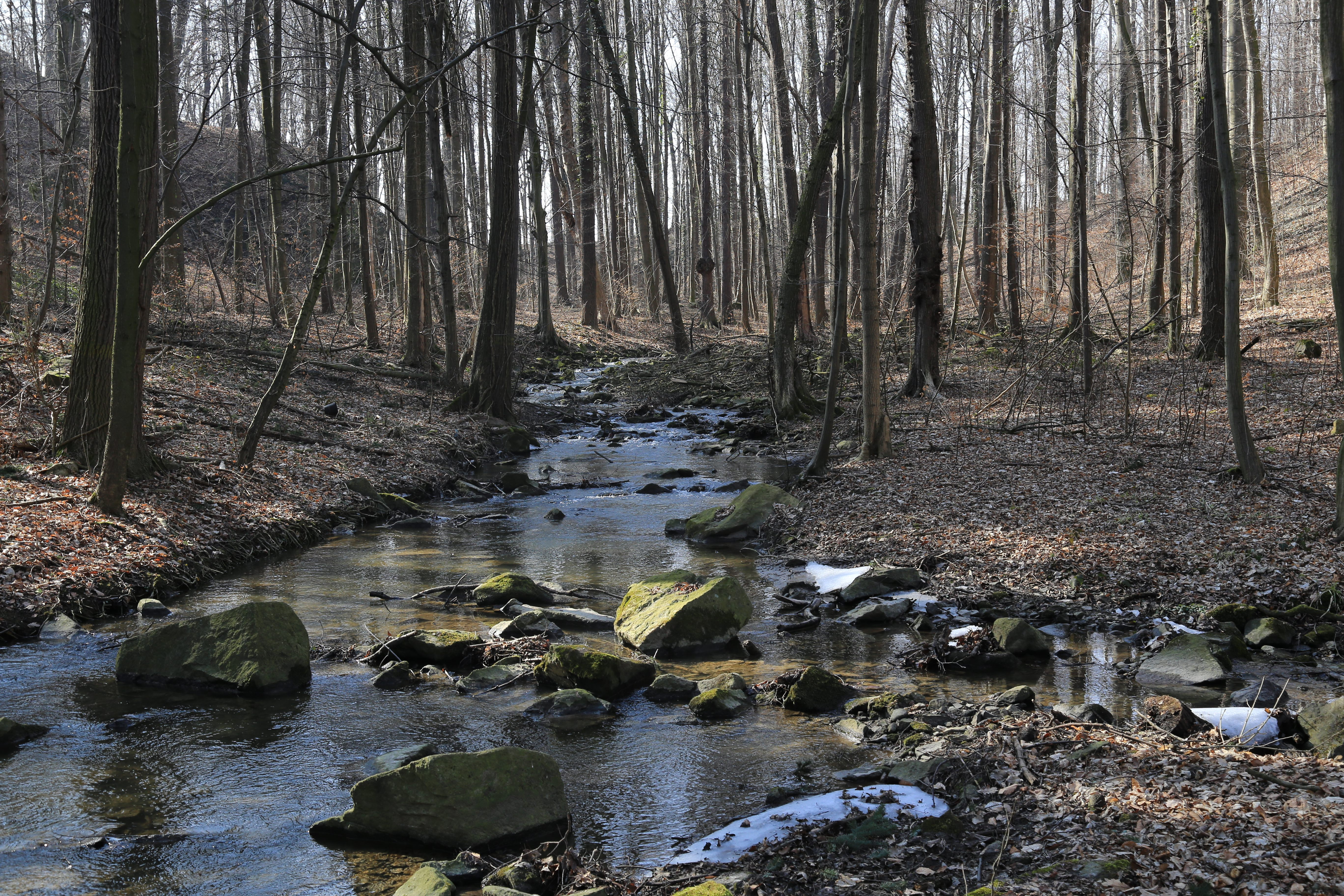
In der Lausker Skala

Lauske befindet sich 13 Kilometer östlich von Bautzen im Oberlausitzer Gefilde. Das Dorf liegt am Kotitzer Wasser, das oberhalb des Ortes das 600 m lange Kerbsohlental „Lausker Enge“ bildet. Ein Teil des Ortes erstreckt sich entlang der durch den Grund führenden Straße, der größere Teil liegt linksseitig über dem Tal. Östlich von Lauske erhebt sich der 220,4 m hohe Slontschen, im Westen der 205,3 m hohe Nußberg.

## Geschichte

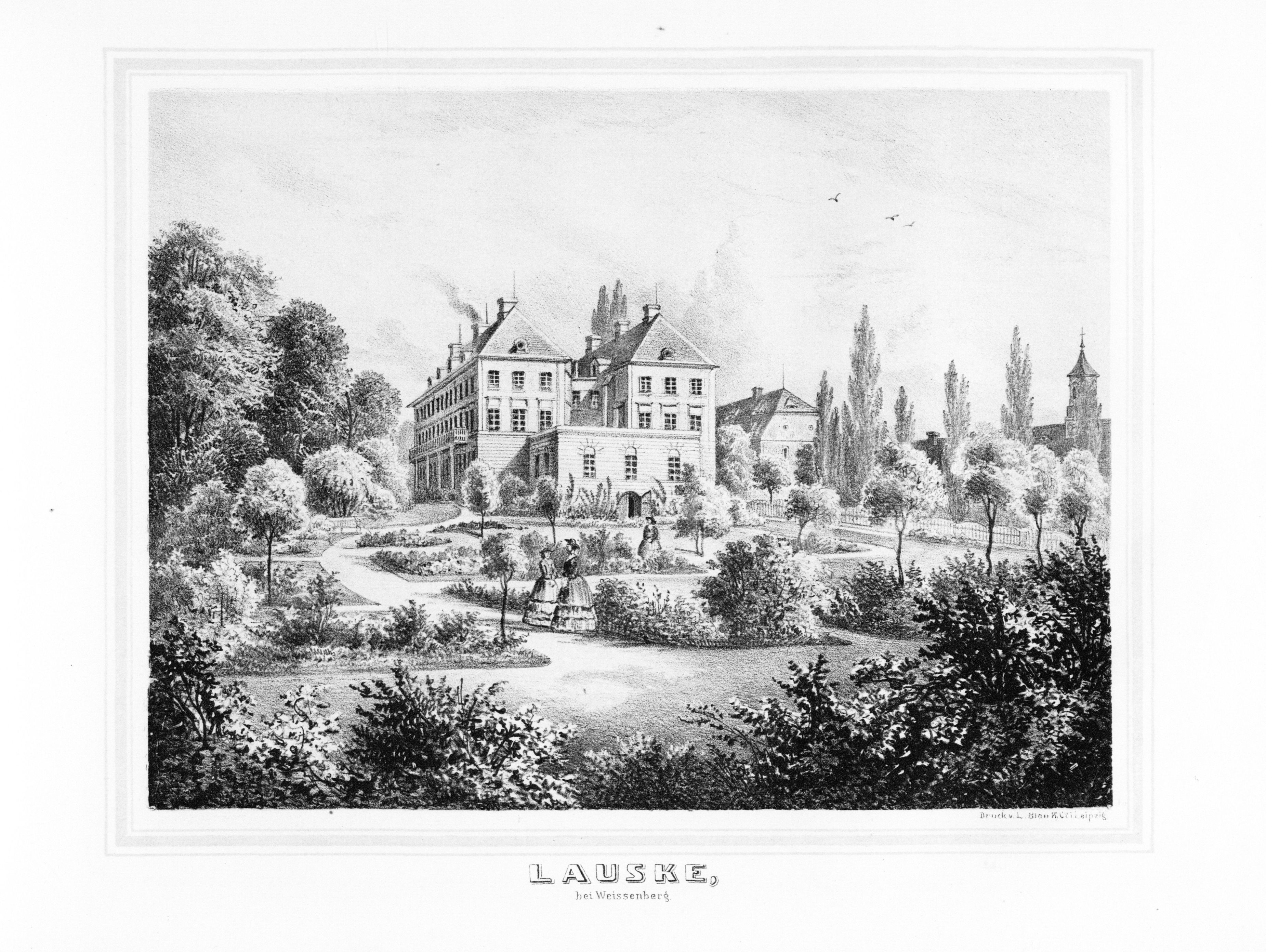
Rittergut Lauske Mitte des 19. Jahrhunderts

Die Gemarkung war bereits während der Frühzeit besiedelt, 1776 wurden bei der Umgestaltung der Lausker Skala zwei gegenüberliegende slawische Burgwallanlagen – die Lausker und die Zschornaer Schanze aufgefunden.
Die Ersterwähnung des Ortes „Lußk“ erfolgte im Jahr 1445. Die anfängliche Siedlung wird im morastigen Grund des Kotitzer Wassers vermutet, der Ortsname leitet sich – wie der Name der Lausitz – vom sorbischen „łuh“ (Sumpf) her. 1455 wurde erstmals ein Lehnmann zu „Lausig“ genannt. 1547 wurde der Ort als „Lawsk“ bezeichnet. Im 17. Jahrhundert entstand das Schloss. Seine Besitzer waren die Familie von Gersdorff und danach die Familie von Rodewitz. Am 8. September 1707 schlug der schwedische König Karl XII. während einer Reise durch Sachsen auf Schloss Lauske sein Quartier auf. 1770 kaufte die Familie von Breßler, hier Gottlieb Wilhelm von Bressler (Breßler) das Lehngut Lauske. Er machte es zu seinem Sitz und ließ es zum Rittergut erheben. Breßler ließ das Schloss umgestalten und 1776 in der Lausker Skala einen Park anlegen. 1777 erbte Breßler von seiner Tante noch das Rittergut Nostitz. Die Grundherrschaft umfasste neben Lauske und Nostitz noch die Güter Särka und Kotitz, das Dorf Kleinzschorna und einen Teil von Zschorna. Nach dem Tode seines Vaters erbte 1814 Gottlieb Wilhelms Sohn Hans von Breßler den Besitz. Nächster Graf auf Lauske war Karl Gottlieb Wilhelm von Breßler (1836–1894), kgl. sächs. Kammerherr und Oberleutnant. Graf Karl Breßler war zweimal verheiratet, zuerst mit Sidonie von Dolega-Kozierowska (1846–1875), die kurz nach der Geburt der Söhne Eberhard und Heinrich starb. In zweiter Ehe verband er sich dann mit der Gersdorfer Gutsherrin Hedwig Huberta Gräfin von Matuschka, Freiin von Toppolzcan und Spaetgen. 1925 beinhaltete das Rittergut Lauske, zusammen mit einigen weiteren Grundstücken in Rodewitz, 262 ha. Davon waren 20 ha Forsten. 1932 musste die Familie von Breßler, vertreten durch den Sohn des Vorgenannten, Hans-Georg Graf von Breßler, ihre Güter Lauske, Nostitz und Zschorna an die Warenaktiengesellschaft Katz & Naismann aus Görlitz verkaufen und bezog mit Alt Kemnitz sein anderes Gut in Schlesien. Die Grafenfamilie ist vor 1965 in der männlichen Linie erloschen.
1952 wurde die Gemeinde Lauske vom alten Landkreis Löbau in den Kreis Bautzen umgegliedert. 1957 wurde Lauske nach Kotitz eingemeindet und auch dessen Kirchspiel zugeordnet. Zuvor gehörte der Ort zum Kirchspiel Hochkirch. Seit 1994 ist Lauske ein Ortsteil von Weißenberg.

## Bevölkerung und Sprache
Im Jahr 1810 hatte Lauske 183 fast ausschließlich sorbische Einwohner. 1860 bestand es bereits aus 53 Wohngebäuden mit 310 Einwohnern.
Für seine Statistik über die sorbische Bevölkerung in der Oberlausitz ermittelte Arnošt Muka in den achtziger Jahren des 19. Jahrhunderts eine Bevölkerungszahl von 322 Einwohnern; davon waren 277 Sorben (86 %) und 45 Deutsche. Lauske lag damals am östlichen Rand des sorbischen Mehrheitssprachgebietes. Der Sprachwechsel zum Deutschen fand hier erst nach dem Zweiten Weltkrieg statt, als zahlreiche deutschsprachige Vertriebene in die Lausitz kamen. Im Jahr 1956 waren noch immer 43 Prozent der Lausker sorbischsprachig. Seither ist die Zahl der Sprecher stetig zurückgegangen.